# 日本土建
日本土建株式会社（にっぽんどけん、英文社名：Nippon Doken Co., Ltd.）は、三重県津市に本社を置く建設会社である。連結子会社として、ケーブルテレビ大手のZTVがあったが、現在は株式会社ＺＴＶが親会社になる。

## 主力製品・事業
- 土木部門

トンネル、道路、港湾、宅地造成
- 建築部門

建物の新築、増改築、リニューアル
- 住宅部門

個人住宅の建設及び建売住宅の販売

## 主要事業所
- 本社
- 支店 - 名古屋、松阪
- 営業所 - 四日市、名張、熊野、岐阜

## 沿革
- 1944年（昭和19年） - 興亜工業株式会社設立。
- 1946年（昭和21年） - 現社名に変更。
- 1990年（平成2年） - 津ケーブルネットワーク株式会社（現在のZTV）設立。
- 1994年（平成6年） - 株式を店頭公開（現在のジャスダック）。
- 2008年（平成20年） - マネジメント・バイアウト（MBO）により、上場廃止。

## 主要関係会社
- 株式会社ZTV
- 株式会社堀崎組
- 日鈴建設株式会社
- 株式会社丸栄建設
- 株式会社日建エンジニアリングサービス
- 日の出開発株式会社
- 株式会社グリーンテックジャパン